# Под одной крышей (телесериал)
«Под одной крышей» (англ. Cousins for Life) — американский комедийный телесериал, созданный Кевином Копелоу и Хитом Сейфертом, который впервые вышел в эфир на Nickelodeon. Первая серия вышла 24 ноября 2018 года, до его официальной премьеры 5 января 2019 года. Всего в первый сезон входит 20 серий. В сериале снимались Скарлет Спенсер, Даллас Дюпре Янг, Михей Абвей, Рон Дж и Ишмель Сахид.

## Предыстория
После того, как мама Стюарта отправляется за границу, его весёлый папа, Кларк, решает переехать в Портленд. Там он временно останавливается у своего брата Левиса и его детей — Айви и Лейф — её младшего и чересчур любопытного брата. Теперь, живя в совершенно новом городе, Стюарт отправляется на различные приключения с кузиной Айви. Двоюродные брат и сестра не всегда ладят друг с другом, но вскоре начинают понимать, что вместе они сильнее, умнее и могут преодолеть любые трудности.

## В ролях

### В главных ролях
- Скарлет Спенсер — Айви
- Даллас Янг — Стюарт
- Михей Абвей — Лейф
- Рон Дж — Льюис
- Ишмель Сахид — Кларк
- Джоли Хоанг-Раппопорт — Гемми

### Приглашённые гости
- Лиззи Грин — Наталии
- Роман Рейнс — Родней
- Энни Леблан — Херсильф
- Саванна Мей — Мариголд
- Даниэлла Моне — Дэнси

## Список серий
| № серии | Название                                                         | Описание | Дата показа     |
| ------- | ---------------------------------------------------------------- | --- | --------------- |
| 01      | Переезд «Movin' In»                                              | Когда кузены, Айви и Стюарт, начинают жить под одной крышей, они понимают, что они, хоть им и не всегда удается наладить контакт, всё же лучше работают вместе, а как команда они — непобедимы!                                                            | 24 ноября 2018  |
| 02      | Пришелец «Space Invader»                                         | Жизнь Айви и Стюарта летит наперекосяк, когда их отцы ссорятся, и Кларк начинает тусоваться в оккупированном детьми гараже. Необходимо разрешить ссору взрослых и снова отвоевать гараж.                                                                   | 5 января 2019   |
| 03      | Испуг Иви «IvyScares»                                            | В доме происходит череда непредставимых и жутких происшествий, и дети решают, что там обитает призрак. Взволнованный возможностью заработать деньжат, Стюарт продаёт билеты на спиритический сеанс в дом с привидениями.                                   | 4 мая 2019      |
| 04      | Время жульничества «Scammer Time»                                | К Айви пристаёт поклонница из интернета, которая хочет воспользоваться благотворительностью, но Стюарт уверен, что она мошенница — и берётся это доказать.                                                                                                 | 12 января 2019  |
| 05      | Сосисочный полдень «Hot Dog Day Afternoon»                       | Айви и Стюарт неожиданно вступают в конфликт из-за того, что Айви и её мама выступают с протестом против любимого сетевого ресторана Стюарта. | 19 января 2019  |
| 06      | Безодёжная ситуация «Clothes Call»                               | Айви и Стюарт изобретают биоразлагаемую одежду, но прототипы портятся настолько быстро, что Льюису приходится работать в костюме, который норовит распасться прямо в зале суда.                                                                            | 9 марта 2019    |
| 07      | Нам нужен приз «Eyes on the Prize»                               | Чтобы помочь хоккейной команде Лейфа и собрать деньги на снаряжение для них Стюарт и Айви устраивают лотерею, но Стюарт не может сдержать обещание и предоставить приз, так что обоим придётся выкручиваться.                                              | 13 апреля 2019  |
| 08      | Поросёночек идёт за покупками «This Little Piggy Went to Market» | Когда Айви, Стюарт и Лейф обнаруживают, что рекламщики ищут для съёмок кого-нибудь знаменитого, они пытаются продвинуть Артура. | 26 января 2019  |
| 09      | Служба за службу «Service for the Service»                       | С помощью кафе хот-догов Догзи, вся семья собирает деньги на посылки для солдат в чужой стране. Но когда они остаются в ресторане и вынуждены управлять им, то понимают, что не были к этому готовы.                                                       | 11 мая 2019     |
| 10      | Распространение пятен «Stain-cation»                             | Кларк присматривает за детьми, пока Льюис и Шарлотта уехали праздновать годовщину свадьбы в СПА. Но они оба не могут просто так оставить детей, поэтому прокрадываются в дом, и становясь причиной ужасного беспорядка.                                    | 8 июня 2019     |
| 11      | Супер Иви «Super Ivy»                                            | Лейф создаёт графический роман с супергероиней, которая срисована с его сестры, Айви. Но издатель настаивает на замене героини не героя, и детям придётся доказывать, что девчонки тоже могут быть крутыми.                                                | 16 февраля 2019 |
| 12      | Ужасающая Четверка «The Fearsome Foursome»                       | | 2 февраля 2019  |
| 13      | Арт-тур «Art-Thur»                                               | Когда Стюарт успешно продаёт случайно созданное Артуром произведение эксперту по искусству, ему приходится постараться, чтобы правда не открылась. А Льюис разбирается с ужасной скульптурой, которую подарил ему Кларк.                                   | 23 февраля 2019 |
| 14      | Возвращение Грин Гёрл «Green Girl Returns»                       | Айви в костюме Грин Гёрл пытается развлечь детей на Дне Рождения своей фанатки, Тессы, а перед Стюартом открываются новые бизнес-возможности. Но всё летит кувырком, когда появляется аниматорша-соперница.                                                | 30 марта 2019   |
| 15      | Прощание с Артуром? «A Farewell to Arthur?»                      | Когда Артур находит путь в огород соседа по имени Родни, тот злится и угрожает убрать Артура из района. Но Стюарт, Айви и Лейф обнаруживают, что дело не в свине, и разрабатывают план, чтобы спасти его.                                                  | 2 марта 2019    |
| 16      | День кузенов «Cousins Day»                                       | Настает день кузенов, и впервые за долгие годы Айви и Стюарт могут отпраздновать его вместе. Стюарт и Иви изощряются как могут, придумывая лучшие подарки, но, к сожалению, их планы срываются                                                             | 6 апреля 2019   |
| 17      | Операция: Мама «Operation: Mom»                                  | Когда мама Стюарта, Лиз, получает в армии увольнение, то решает сделать из своего возвращения сюрприз для Стюарта и Кларка. Но воссоединение семьи проходит не особенно гладко…                                                                            | 20 апреля 2019  |
| 18      | Ох, эти чемпионы «Those Medal-ing Kids!»                         | Айви, в обществе прочих популярных блогеров, награждают за её успехи в области благотворительности, но на награждении случается неприятность, пропадает ценный предмет, а Айви и Стюарт неожиданно обнаруживают, что он находится у них                    | 16 марта 2019   |
| 19      | Спасти сочный бизнес «Blending a Hand»                           | Когда Живому Соку, любимому заведению детей, угрожает закрытие, а все попытки поднять бизнес проваливаются, Айви и Стюарт организуют шоу талантов, в котором примут участие все знакомые и семья                                                           | 1 июня 2019     |
| 20      | Заперты навсегда «Trapped for Life»                              | Скорый дебют Иви на сцене общественного театра должен привлечь внимание к очередному сбору средств, а Стюарт придумал охранную систему для дома, которая, впрочем, работает как попало и запирает всех внутри. Теперь Айви вряд ли успеет в театр вовремя. | 27 апреля 2019  |